# Liste der Stolpersteine im Landkreis Augsburg

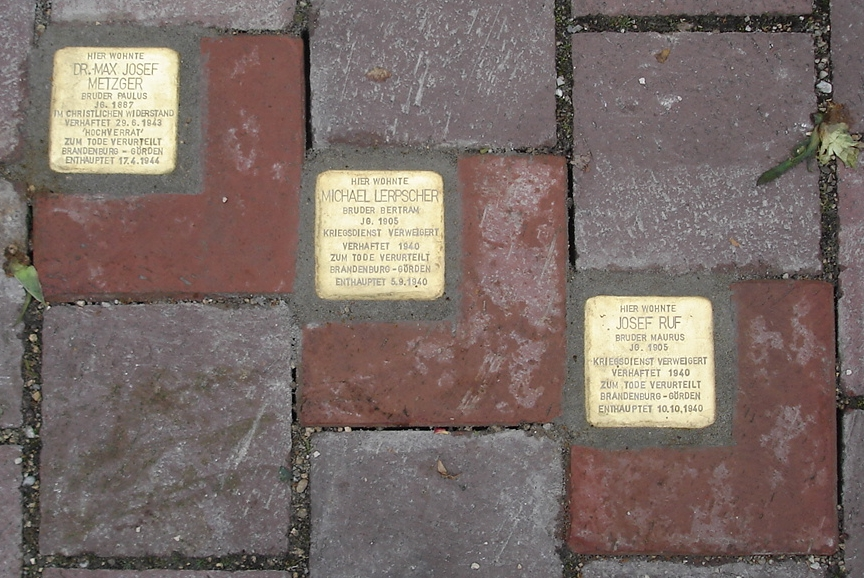
Stolpersteine in Meitingen

Die Liste der Stolpersteine im Landkreis Augsburg enthält alle Stolpersteine, die im Rahmen des gleichnamigen Projekts von Gunter Demnig im Landkreis Augsburg verlegt wurden. Mit ihnen soll an Opfer des Nationalsozialismus erinnert werden, die in diesem Landkreis lebten und wirkten.
Die ersten Verlegungen in diesem Landkreis fanden am 12. November 2012 in Meitingen statt.

## Verlegte Stolpersteine

### Gablingen
In Gablingen wurde ein Stolperstein verlegt.
| Stolperstein | Inschrift | Verlegeort                      | Name, Leben               |
| ------------ | --- | ------------------------------- | ------------------------- |
|              | HIER WOHNTE VIKTORIA ROTH JG. 1920 EINGEWIESEN 1940 HEILANSTALT KAUFBEUREN 'VERLEGT' 8.8.1941 HARTHEIM ERMORDET 8.8.1941 'AKTION T4' | Elias-Holl-Straße 21 Lützelburg | Viktoria Roth (1920–1941) |

### Gersthofen
In Gersthofen wurden 17 Stolpersteine an 16 Adressen verlegt, davon drei in den zur Gemeinde zählenden Ortschaften Batzenhofen und Hirblingen.
| Stolperstein | Inschrift | Verlegeort                                                       | Name, Leben |
| ------------ | --- | ---------------------------------------------------------------- | --- |
|              | HIER WOHNTE ROSA DEISENHOFER JG. 1907 EINGEWIESEN 6.9.1935 KRANKENHAUS AUGSBURG ZWANGSSTERILISIERT ENTLASSEN 26.9.1935                                                             | Wertingerstraße 42 · Hirblingen ·                                | Rosa Deisenhofer wurde am 30. Juli 1907 in Hirblingen geboren. Ihre Eltern waren Martin Deisenhofer (1863–1939) und die aus Gessertshausen stammende Theresia, geborene Förg (1873–1933). Sie hatte elf Geschwister, von denen sieben im Kindesalter verstarben. Im Alter von sieben Jahren traten erstmalig epileptische Anfälle auf, die sich in der Folge häuften und sie daher dem Unterricht fernbleiben musste. Ihre Leistungen in der Schule sanken erheblich. Ihre Eltern mühten sich, auch finanziell, erfolglos, um eine Heilung. Am 1. Juli 1916 wurde sie im Schutzengelheim in Lautrach untergebracht. Das Ziel Oberstufe konnte sie erreichen, doch war ihre Leistungsfähigkeit beschränkt, Intensität und Häufigkeit der Anfälle nahmen zu. Nach Ende der Schulausbildung im Jahr 1923 nahmen die Eltern Deisenhofer wieder zu sich und sie half im Haushalt. Der Bezirksarzt beantragte ihre Unfruchtbarmachung auf Grundlage des vom NS-Regime am 14. Juli 1933 erlassenen Gesetzes „zur Verhinderung erbkranken Nachwuchses“. Am 30. Oktober 1934 wurde der diesbezügliche Beschluss von Amtsrichter Anhäusser, Obermedizinalrat Dr. Steidle und dem Kinderarzt Dr. Wilhelm Mayr gefasst, denn erbliche Fallsucht sei erwiesen, äußere Umstände für die Krankheit seien auszuschließen. Ihr Vater und ihr ältester Bruder wehrten sich gegen das Urteil und beauftragen Rechtsreferendar Hans Gaugenrieder mit einem Einspruch. Dieser argumentierte, dass es sich offensichtlich nicht um eine Erbkrankheit handeln könne. Das Erbgesundheitsobergericht in München verfügt die Beobachtung der Patientin und wies am 5. Juni 1935 den Einspruch zurück. Am 6. September 1935 wurde Rosa Deisenhofer im Städtischen Krankenhaus Augsburg „unfruchtbar gemacht“. Mutmaßlich kam es bei dem Eingriff zu Komplikationen, sie musste drei Wochen im Krankenhaus verbleiben. Rosa Deisenhofer starb am 19. Mai 1943 in Hirblingen „als gedemütigte Frau“, so die Erinnerungswerkstatt Augsburg. Zwei ihrer Brüder fielen im Zweiten Weltkrieg in Russland. |
|              | HIER WOHNTE ALOIS DUREDER JG. 1899 EINGEWIESEN 11.4.1935 ZWANGSSTERILISIERT KRANKENHAUS AUGSBURG ENTLASSEN 19.4.1935                                                               | Ludwig-Herrmann-Straße 67 · Gersthofen ·                         | Alois Dureder wurde am 25. März 1899 in Englmannsberg geboren. Er war ein uneheliches Kind und wurde von seinen Großeltern mütterlicherseits. In seiner Kindheit stürzte er die Stiege hinunter und wurde durch den Unfall taubstumm. Er wohnte in der Fabrikstraße 55 in Gersthofen und wollte heiraten. Er bekam kein Ehefähigkeitszeugnis, wurde eingeliefert und im April 1935 zwangssterisiert. Er starb am 1. Januar 1985 in Friedberg. |
|              | HIER WOHNTE KRESZENZ HARTMANN JG. 1878 EINGEWIESEN 1916 HEILANSTALT KAUFBEUREN 1925 HEILANSTALT IRSEE 'VERLEGT' 27.8.1940 GRAFENECK ERMORDET 27.8.1940 'AKTION T4'                 | Augsburger Straße 14 · Gersthofen ·                              | Kreszenz Maria Hartmann (1878–1940) |
|              | HIER WOHNTE JOSEF HEIM JG. 1908 VERHAFTET 1934 ZUCHTHAUS STRAUBING EINGEWIESEN 1935 HEILANSTALT KAUFBEUREN 'VERLEGT' 26.8.1940 GRAFENECK ERMORDET 26.8.1940 'AKTION T4'            | Schmutterstraße 6 · Batzenhofen ·                                | Josef Heim (1908–1940) |
|              | HIER WOHNTE HERRMANN JENSCH JG. 1907 IM WIDERSTAND / KPD SEIT 1933 MEHRMALS 'SCHUTZHAFT' DACHAU ENTLASSEN 23.10.1934                                                               | Ludwig-Herrmann-Straße 55 · Gersthofen ·                         | Herrmann Wilhelm Jensch wurde am 23. April 1907 geboren. Er war Zimmermann und kam 1930 nach Gersthofen. 1935 heiratete er seine Frau Rosa. Er war Mitglied der KPD, wurde deshalb im Mai 1933 verhaftet und in das KZ Dachau verschleppt. 18 Monate lang war er dem Terror der SS ausgeliefert. Nach der Entlassung am 23. Oktober 1934 sprach er niemals über seine Erlebnisse im KZ. Er starb am 4. Februar 1983 in Gersthofen. Die Patenschaft für den Stolperstein von Herrmann Jensch übernahm der SPD-Ortsverein Gersthofen. |
|              | HIER WOHNTE GEORG KOTTMAIR JG. 1909 IM WIDERSTAND / KPD SEIT 1933 MEHRMALS 'SCHUTZHAFT' DACHAU ENTLASSEN 8.3.1935 1939 BUCHENWALD ENTLASSEN 20.4.1942                              | Ludwig-Herrmann-Straße 35 · Gersthofen ·                         | Georg Kottmair am 24. Mai 1909 geboren. Er wurde Zimmermann und trat der KPD bei. Er wurde am 15. Mai 1933 verhaftet. Von 3. Juni bis 19. August 1933 war er im Konzentrationslager Dachau inhaftiert, seine Häftlingsnummer war 2047. Die Entlassung aus der sogenannten „Schutzhaft“ erfolgte am 8. März 1935. Zumindest von September 1939 bis April 1942 war er neuerlich inhaftiert, diesmal im Konzentrationslager Buchenwald. Seine dortige Häftlingsnummer war 5998. |
|              | HIER WOHNTE JOHANN MAYER JG. 1919 ZWANGSSTERILISIERT 1938 EINGEWIESEN 1939 HEILANSTALT KAUFBEUREN 'VERLEGT' 4.6.1941 HARTHEIM ERMORDET 4.6.1941 'AKTION T4'                        | Heimstättenweg 6 · Gersthofen ·                                  | Johann Mayer (1919–1941) |
|              | HIER WOHNTE ANNA NOLAN VERH. PRÖLL JG. 1916 IM WIDERSTAND 'SCHUTZHAFT' 1933 GEFÄNGNIS AUGSBURG 1934 GEFÄNGNIS AICHACH 1938 MORINGEN ENTLASSEN JUNI 1937                            | Schubertstraße, · Eingang Anna-Pröll-Mittelschule · Gersthofen · | Anna Nolan, verheiratete Anna Pröll (1916–2006) |
|              | HIER WOHNTE VIKTORIA PFUNDMEIER JG. 1905 EINGEWIESEN 19.1.1938 KRANKENHAUS AUGSBURG ZWANGSSTERILISIERT ENTLASSEN 1.2.1938                                                          | Sommerstraße 7 · Gersthofen ·                                    | Viktoria Pfundmeier (1905–1966) |
|              | HIER WOHNTE JOSEF PRÖLL JG. 1911 IM WIDERSTAND 'SCHUTZHAFT' 1933 DACHAU ENTLASSEN 20.12.1933 VERHAFTET 1.9.1939 DACHAU, NATZWEILER 1943 BUCHENWALD BEFREIT                         | Schubertstraße, · Eingang Anna-Pröll-Mittelschule · Gersthofen · | Josef Pröll (1911–1984) |
|              | HIER WOHNTE GINO ROSSI JG. 1925 ITALIEN VERHAFTET SEPT. 1943 DEPORTIERT 1943 ZWANGSARBEIT FIRMA TRANSEHE ERMORDET 23.1.1945                                                        | Weiherweg 1 · Gersthofen ·                                       | Gino Rossi (1925–1945) |
|              | HIER WOHNTE JOHANN STEGMÜLLER JG. 1910 EINGEWIESEN 6.6.1935 KRANKENHAUS AUGSBURG ZWANGSSTERILISIERT ENTLASSEN 12.6.1935                                                            | Wertingerstraße 6 · Hirblingen ·                                 | Johann Stegmüller (1910–?) |
|              | HIER WOHNTE FRANZ XAVER STERR JG. 1906 IM WIDERSTAND / KPD 'SCHUTZHAFT' 1933 DACHAU ENTLASSEN 10.12.1933 ÜBERWACHT VON GESTAPO                                                     | Augsburger Straße 120 Gersthofen                                 | Franz Xaver Sterr (1906–1983) |
|              | HIER WOHNTE ANNA STÖGBAUER JG. 1907 SEIT 1934 MEHRMALS VERHAFTET UND INHAFTIERT ALS ASOZIAL STIGMATISIERT DEPORTIERT 1943 AUSCHWITZ ERMORDET 26.8.1943                             | Donauwörther Straße 19 Gersthofen                                | Anna Stögbauer (1891–1956) |
|              | HIER WOHNTE JOHANN BAPTIST STURM JG. 1891 IM WIDERSTAND / SPD 'SCHUTZHAFT' 1933 HAFTLOKAL GERSTHOFEN KATZENSTADEL AUGSBURG NACH ENTLASSUNG ÜBERWACHT VON GESTAPO                   | Friedrich-Ebert-Straße 1 Gersthofen                              | Johann Baptist Sturm (1891–1956) |
|              | HIER WOHNTE LEONHARD WANNER JG. 1913 IM WIDERSTAND / KPD SEIT 1933 MEHRMALS 'SCHUTZHAFT' DACHAU EINGEZOGEN ZUR WEHRMACHT MEHRMALS BESTRAFT WEGEN BEFEHLSVERWEIGERUNG TOT 15.4.1944 | Ludwig-Herrmann-Straße 35a                                       | Leonhard Wanner wurde am 28. September 1913 in Gersthofen geboren. Er war römisch-katholisch. Er war Lokführer und Aufstecker. Wegen seiner Zugehörigkeit zur KPD wurde er politisch verfolgt, mehrfach verhaftet und interniert. Er wurde zur Wehrmacht eingezogen und kam im Russlandfeldzug zum Einsatz. Er wurde mehrfach wegen Befehlsverweigerung bestraft. Er fiel am 15. April 1944. |
|              | HIER WOHNTE SEBASTIAN ZACHER JG. 1885 EINGEWIESEN 1937 HEILANSTALT KAUFBAUREN 'VERLEGT' 25.11.1940 GRAFENECK ERMORDET 25.11.1940 'AKTION T4'                                       | Ludwig-Herrmann-Straße 19                                        | Sebastian Zacher wurde am 26. November 1885 in Gersthofen geboren. Er wurde Opfer der Aktion T4, der systematischen Ermordung von körperlich oder geistig behinderten Menschen während der Zeit des Nationalsozialismus. Sebastian Zacher wurde am 25. November 1940 in die Tötungsanstalt Grafeneck verlegt und dort noch am selben Tag ermordet, einen Tag vor seinem 65. Geburtstag. |

### Meitingen
In Meitingen wurden drei Stolpersteine für drei Ordensleute, die den Kriegsdienst verweigerten, an einer Adresse verlegt.
| Stolperstein | Inschrift | Verlegeort                                                 | Name, Leben |
| ------------ | --- | ---------------------------------------------------------- | --- |
|              | HIER WOHNTE MICHAEL LERPSCHER BRUDER BERTRAM JG. 1905 KRIEGSDIENST VERWEIGERT VERHAFTET 1940 ZUM TODE VERURTEILT BRANDENBURG-GÖRDEN ENTHAUPTET 5.9.1940                          | St. Wolfgang-Straße 14 · Christkönigs-Institut Meitingen · | Michael Lerpscher wurde am 5. November 1905 in Wilhams (Allgäu) geboren. Er war Laienbruder der Christkönigsgesellschaft, die von Max Josef Metzger gegründet worden war, sein Ordensname war Bruder Bertram. Er verweigerte aus religiösen Motiven den Kriegsdienst, wurde verhaftet, vor Gericht gestellt, zum Tode verurteilt und am 5. September 1940 im Zuchthaus Brandenburg-Görden mit dem Fallbeil hingerichtet. |
|              | HIER WOHNTE DR. MAX JOSEF METZGER BRUDER PAULUS JG. 1887 IM CHRISTLICHEN WIDERSTAND VERHAFTET 29.6.1943 'HOCHVERRAT' ZUM TODE VERURTEILT BRANDENBURG-GÖRDEN ENTHAUPTET 17.4.1944 | St. Wolfgang-Straße 14 · Christkönigs-Institut Meitingen · | Max Josef Metzger wurde am 3. Februar 1887 in Schopfheim geboren. Er wurde katholischer Priester und gründete die Christkönigsgesellschaft, der auch Michael Lerpscher und Joseph Ruf angehörten. Sein Ordensname war Bruder Paulus. Er leistete als Christ Widerstand gegen den Nationalsozialismus. Dies wurde ihm als „Hochverrat“ zur Last gelegt. Er wurde wegen seiner pazifistischen Überzeugung vom Volksgerichtshof unter Vorsitz seines Präsidenten Roland Freisler am 14. Oktober 1943 zum Tode verurteilt und sechs Monaten später, am 17. April 1944, im Zuchthaus Brandenburg-Görden mit dem Fallbeil hingerichtet. |
|              | HIER WOHNTE JOSEF RUF BRUDER MARKUS JG. 1905 KRIEGSDIENST VERWEIGERT VERHAFTET 1940 ZUM TODE VERURTEILT BRANDENBURG-GÖRDEN ENTHAUPTET 10.10.1940                                 | St. Wolfgang-Straße 14 · Christkönigs-Institut Meitingen · | Joseph Ruf, auch Josef Ruf, wurde am 15. Dezember 1905 in Hochberg, heute zu Bad Saulgau gehörig, geboren. Er war „Bruder Maurus“ in der Christkönigsgesellschaft, die von Max Josef Metzger gegründet worden war. Er verweigerte aus religiösen Motiven den Kriegsdienst, wurde verhaftet, vor Gericht gestellt, zum Tode verurteilt und am 10. Oktober 1940 im Zuchthaus Brandenburg-Görden mit dem Fallbeil hingerichtet. Auch in Graz, wo er wirkte, ist ein Stolperstein zu seinem Gedenken verlegt worden. |

## Verlegedaten
Die Stolpersteine im Landkreis Augsburg wurden von Gunter Demnig persönlich an folgenden Tagen verlegt:
- 12. November 2012: Meitingen
- 14. Juli 2020: Gersthofen[22]
- 20. Juli 2021: Gersthofen (Augsburger Straße 14, Donauwörther Straße 19, Heimstättenweg 6, Weiherweg 1)
- 25. Oktober 2021: Gersthofen (Anna-Pröll-Mittelschule, Ludwig-Herrmann-Straße 100)
- 18. Juli 2022: Gersthofen (Augsburger Straße 120, Friedrich-Ebert-Straße 1, Sommerstraße 7)
- 19. Juli 2022: Batzenhofen, Hirblingen
- 18. November 2022: Gablingen